# Airbourne
Airbourne is een Australische hardrockband ontstaan in Warrnambool, Victoria, Australië. Airbourne haalt zijn inspiratie van bands als AC/DC, Judas Priest, Thin Lizzy, Angel City, Rose Tattoo en Motörhead.

## Geschiedenis

### Ontstaan (2003)
De band is opgericht in 2003 door de broers Joel en Ryan O'Keeffe. Joel begon op zijn elfde gitaar te spelen en Ryan kreeg zijn eerste drumkit op ongeveer dezelfde leeftijd toen Joel inmiddels 15 jaar was. Het kostte de broers enige jaren om gelijkgestemde muzikanten te vinden in hun geboorteplaats. Joel leerde gitarist David Roads kennen toen beide in Hotel Warrnambool werkten. Na enkele jamsessies na hun werk werd Dave gevraagd zich bij de gebroeders O'Keeffe te voegen. Bassist Justin Street maakte de band vervolgens compleet nadat Ryan hem dronken na een feestje tegenkwam op straat.

### Ready to rock, periode 2003-2006
Airbournes in eigen beheer uitgebrachte ep Ready to rock, opgenomen met Adam Jacobson op de basgitaar, werd uitgebracht in 2004. Begin 2005 verhuisde de band naar Melbourne. Later tekende de band een platencontract voor 5 albums bij Capitol Records en stond sindsdien in het voorprogramma van Mötley Crüe, Motörhead en The Rolling Stones, en speelde op diverse festivals.

### Runnin' Wild, periode 2006-2008
In 2006 verhuisde Airbourne naar de Verenigde Staten om aan hun eerste internationale studio-album, Runnin' wild te werken, met producer Bob Marlette. Runnin' wild werd uitgebracht in Australië op 23 juni 2007. Drie singles werden uitgebracht van het album, "Runnin' wild", "Too much, too young, too fast", en "Diamond in the rough". Op 19 februari 2007 verbrak Capitol Records het platencontract met Airbourne, het album werd echter uitgebracht in Australië door EMI Music. De band staat momenteel onder contract bij Roadrunner Records voor de distributie in de rest van de wereld. Hoewel de band wereldwijd aan het doorbreken is worden ze nauwelijks gedraaid door de grote Australische radiozenders.

### No guts. no glory, periode 2009-2011
Het nieuwe album, No guts. no glory, werd uitgebracht op 8 maart 2010 in Europa, Canada, Japan, Australië en Nieuw-Zeeland. In de Verenigde Staten ging het op 20 april in de verkoop.

### Black dog barking, periode 2011-2014
In november 2011 werd er aangekondigd dat Airbourne sinds 2011 had gewerkt aan een nieuw album. Meer nieuws zou snel volgen.
In februari 2013 werd op de officiële Facebook-pagina de naam van het nieuwe album aangekondigd. Het nieuwe album zou Black dog barking
gaan heten. Het album werd uitgebracht op 21 mei 2013 door Roadrunner Records. De cover-artwork werd gemaakt door de Australische kunstenaars The Sharp Brothers. Zij maakten ook de cover-artwork van het album No Guts. No Glory. Volgens David Roads is Black Dog Barking een metafoor voor het breken van regels. 

### Vijfde studioalbum, periode 2014-heden
In november 2014 onthulde Joel O'Keeffe dat de band nummers aan het schrijven was voor het volgende album. 
Airbourne onthulde in januari 2015 dat ze hadden getekend voor een wereldwijde deal met Spinefarm Records.
In 2016 brachten ze Breakin' outta hell uit. In 2019 volgde Boneshaker.

## Bezetting
- Joel O'Keeffe - zang, leadguitar (2003 - heden)
- Ryan O'Keeffe - drums, percussie (2003 - heden)
- Justin Street - backvocal, basgitaar (2003 - heden)
- Harri Harrison - backvocal, slaggitaar (2017 - heden)

### Voormalige bandleden
- Adam Jacobson - basgitaar (speelde mee op de ep Ready to rock)
- David Roads - backvocal, slaggitaar (2003 - 2017)

## Discografie

### Albums
| Album met eventuele hitnotering(en) in de Nederlandse Album Top 100 | Datum van verschijnen | Datum van binnenkomst | Hoogste positie | Aantal weken | Opmerkingen    |
| ------------------------------------------------------------------- | --------------------- | --------------------- | --------------- | ------------ | -------------- |
| Ready To Rock                                                       | 2004                  | -                     | -               | -            | Ep             |
| Live at the Playroom                                                | 2007                  | -                     | -               | -            | Ep / Livealbum |
| Runnin' Wild                                                        | 25-01-2008            | -                     | -               | -            |                |
| No guts. no glory                                                   | 05-03-2010            | 13-03-2010            | 81              | 1            |                |
| Black dog barking                                                   | 17-05-2013            | 25-05-2013            | 90              | 1            |                |
| Breakin' outta hell                                                 | 23-09-2016            | 01-10-2016            | 96              | 1            |                |
| Diamond cuts                                                        | 29-09-2017            | -                     | -               | -            | Boxset         |
| Boneshaker                                                          | 25-10-2019            | -                     | -               | -            |                |

### Singles
| Jaar | Nummer                          | Positie                                       | Positie | Album              |
| Jaar | Nummer                          | Mainstream Rock Tracks chart\|U.S. Main. Rock | CAN     | Album              |
| ---- | ------------------------------- | --------------------------------------------- | ------- | ------------------ |
| 2007 | Runnin' Wild"                   | 22                                            | 90      | Runnin' Wild       |
| 2007 | "Too Much, Too Young, Too Fast" | 16                                            | 74      | Runnin' Wild       |
| 2007 | Diamond in the Rough"           | —                                             | —       | Runnin' Wild       |
| 2010 | "No Way But The Hard Way"       | 29                                            | —       | No Guts. No Glory. |
| 2010 | "Blonde, Bad And Beautiful"     | —                                             | —       | No Guts. No Glory. |
| 2010 | "Bottom Of The Well"            | —                                             | —       | No Guts. No Glory. |

### Liedjes gebruikt in videogames en films
De liedjes van Airbourne worden regelmatig gebruikt door "EA Games" en andere ontwerpers van videogames.
De volgende liedjes werden gebruikt:
- Burnout Paradise – "Too Much, Too Young, Too Fast" (edited)
- Guitar Hero World Tour, NASCAR 09 – "Too Much, Too Young, Too Fast"
- Battlefield: Bad Company, Madden NFL 08, NHL 09, NASCAR 09 – "Runnin' Wild"
- Rock Band,Rock Band 2 – "Runnin' Wild" (as downloadable content; however, the song has since been removed from the Rock Band library)
- NASCAR 08, NHL 08, Medal of Honor: Airborne, Madden NFL 09 – "Stand Up for Rock 'N' Roll"
- Need for Speed: Pro Street, NFL Tour – "Blackjack" (edited)
- Need For Speed: Undercover, Pro Evolution Soccer 2011, Tony Hawk's Proving Ground – "Girls in Black"
- Skate – "Let's Ride"
- WWE Smackdown vs Raw 2009, WWE Smackdown vs Raw 2010 – "Turn Up the Trouble"
- Madden NFL 10 – "Heads are Gonna Roll"
- Jonah Hex – "Born to Kill"
- Twisted Metal – "Raise the Flag"
- NHL 11 – "Bottom of the Well"
- Bones aflevering 131 "The Hot Dog in the Competition" - "Hellfire"

## Optredens in Nederland
- 11 juni 2008 Hengelo, Metropool (voorprogramma Black Stone Cherry)
- 22 juni 2008 Zwolle, IJsselhallen (voorprogramma Judas Priest)
- 24 december 2008 Amsterdam, Melkweg (afgelast)
- 23 maart 2010 Uden, De Pul
- 25 maart 2010 Amsterdam, Melkweg
- 18 juli 2010 Lichtenvoorde, Zwarte Cross
- 29 november 2010 Amsterdam, Paradiso
- 11 december 2010 Eindhoven, Klokgebouw, Speedfest-festival
- 4 augustus 2011 Steenwijkerwold, Dicky Woodstock-festival
- 1 juni 2013 Nijmegen, FortaRock Festival
- 24 oktober 2013 Tilburg, 013
- 27 juli 2014 Lichtenvoorde, Zwarte Cross
- 15 november 2014 Utrecht, Tivoli
- 29 mei 2015 Enschede, Atak
- 23 juli 2016 Lichtenvoorde, Zwarte Cross
- 12 augustus 2016 Leeuwarden, Into The Grave
- 15 november 2016 Amsterdam, Ziggo Dome (voorprogramma van Volbeat)
- 9 juli 2017 Weert, Bospop
- 13 oktober 2017 Amsterdam, Melkweg
- 19 juli 2019 Eindhoven, Dynamo Metal Fest
- 13 oktober 2019 Amsterdam, Melkweg
- 27 juni 2022 Arnhem, Gelredome (voorprogramma Iron Maiden)
- 28 juni 2023 Tilburg, 013
- 13 maart 2025 Arnhem, Musis

## Prijzen en nominaties
- ARIAS
  - Nominatie: Best Rock Album (2007) Runnin' Wild
  - Nominatie: Breakthrough Album Of The Year (2007) Runnin' Wild

- SleazeRoxx.com
  - Award: Best Album (2007) Runnin' Wild

- UltimateRockGods.com
  - Nominatie: Best Rock Vocal Performance (2007) Runnin' Wild
  - Nominatie: Best Rock Song (2007) Runnin' Wild
  - Nominatie: Best New Artist (2007)

- Metal Hammer Golden Gods Awards
  - Award: Best Debut Album (2008) Runnin' Wild

- Classic Rock (magazine)|Classic Rock Roll Of Honour Awards
  - Award: Best New Band (2008)